# فيلي ماكفاول
فيلي ماكفاول (بالإنجليزية: Willie McFaul)‏ هو لاعب كرة قدم بريطاني في مركز حراسة المرمى، ولد في 1 أكتوبر 1943 في كوليرين في المملكة المتحدة. شارك مع منتخب أيرلندا الشمالية لكرة القدم. أما مع النوادي، فقد لعب مع نادي لينفيلد ونيوكاسل يونايتد.

## وصلات خارجية
- فيلي ماكفاول على موقع قاعدة بيانات كرة القدم.إي يو (الإنجليزية)
- فيلي ماكفاول على موقع ناشيونال فوتبول تيمز (الإنجليزية)
- فيلي ماكفاول على موقع Soccerway.com (الإنجليزية)